# NGC 5022
NGC 5022 este o galaxie spirală situată în constelația Fecioara. A fost descoperită în 31 martie 1881 de către Ernst Wilhelm Tempel. Se află la o distanță de 37,84 de megaparseci de Pământ.